# Fabian Chiquet

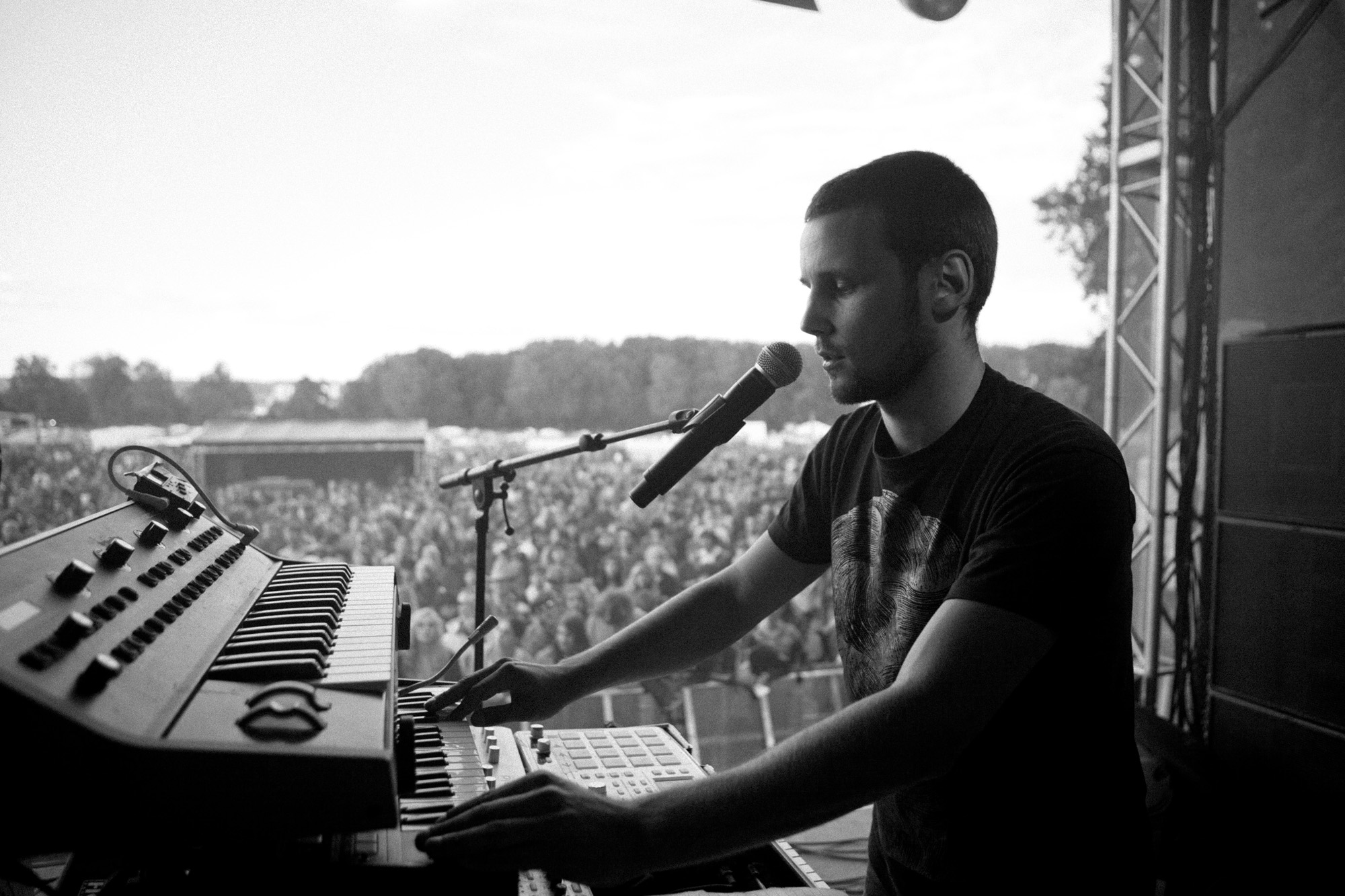
Fabian Chiquet mit The bianca Story am Zürich Openair 2010.

Fabian Chiquet (* 11. August 1985 in Basel) ist ein Schweizer Künstler, Musiker und Regisseur. Er ist Gründungsmitglied der Popband The bianca Story.

## Leben
Nachdem sich in seiner Jugend eine Karriere als Fussballprofi abgezeichnet hatte, änderte er seine Pläne, gründete eine Band und schrieb sich an der Kunsthochschule ein. Chiquet hat an der Hochschule für Gestaltung und Kunst in Basel Kunst studiert und anschliessend mit einem Master in Transdisziplinarität an der Zürcher Hochschule der Künste abgeschlossen.
Als Künstler arbeitete Chiquet mit der Claudia Groeflin Galerie in Zürich sowie der Galerie Löhrl in Mönchengladbach zusammen. Er hatte seine ersten Museumsausstellungen 2011 im Osthaus Museum Hagen sowie 2012 im Kunsthaus Langenthal. Für seine Video- & Soundinstallationen hat er verschiedene Schweizer Kunstpreise erhalten.
Als Musiker gründete Chiquet 2006 zusammen mit Elia Rediger die Band The bianca Story, in der er Songwriter und Keyboarder ist. Mit der Band tourte er seit der Gründung in ganz Europa. Neben den Veröffentlichungen der The bianca Story-Alben, hat sich die Band mit Inszenierungen wie „M&The Acid Monks“, „Gilgamesh Must Die!“ (Uraufführung Deutsche Oper Berlin, 2014) und „Peter Pan“ (Uraufführung Konzert Theater Bern) einen Namen im Feld des Musiktheaters gemacht.
Seit 2013 entwickelt Fabian Chiquet Musik- & Tanztheater Projekte in Eigenregie. Sein Debüt „Parade“, das in der Kaserne Basel uraufgeführt wurde und danach in der Schweiz tourte, ist eine multimediale Musik & Tanz Performance, die sich auf das 1917 von Jean Cocteau, Pablo Picasso und Erik Satie uraufgeführte Ballet „Parade“ bezieht. Es folgte „The Wedding Party Massacre“ (2015), ebenfalls nach einer Vorlage Cocteau's und 2017 das Stück "Alice" über Genderstereotype zusammen mit der Berner Rapperin Steff la Cheffe.
Seinen ersten Kino-Dokumentarfilm "Die Pazifistin" über die in Vergessenheit geratene Chemikerin, Friedens- und Frauenrechtsaktivistin Gertrud Woker, feiert an den Solothurner Filmtagen 2021 Premiere und kam danach in die Kinos. Die Geschichte über Woker's lebenslanger Kampf gegen Ungerechtigkeit und Kriegstreiberei wurde in Koproduktion mit SRF und 3sat produziert, in der Co-Regie mit Matthias Affolter. Erzählt wird sie in einer Kombination aus Animationen und Videocollagen aus Archivmaterial sowie mit einer Spurensuche von Historikerinnen und Familienmitglieder.
Die während 5 Jahren gedrehte Dokumentarfilm-Serie "I’ll Remember You" über die Schweizer Pop- und Rockmusik Legenden aus den 60er und 70er Jahren (Bruno Spoerri, Rumpelstilz, Christine Lauterburg, Toni Vescoli & co), in der er zusammen mit dem The bianca Story Bandkollegen Victor Moser eine Generationen-übergreifende Band gründete und dabei Co-Regie führte, wurde 2023 als Serie, TV-Film und Podcast im Schweizer Radio und Fernsehen SRF veröffentlicht und erhielt gute Kritiken.
2022 wurde ihm von der Zürcher Hochschule der Künste den Ehrentitel «Companion ZHdK» für sein bisheriges Schaffen verliehen.
Die Zusammenarbeit mit anderen Künstlern und Musikern sind zentraler Bestandteil seiner Produktionen. Dabei beschäftigte er sich immer wieder mit den Inszenierungsstrategien der Populärkultur. Das Magazin „Annabelle“ sagt über seine Arbeit: „Nirgendwo tanzen Kunst, Pop und Performance derzeit enger miteinander als im Discokugelkosmos des Basler Multitalents.“

## Musik
Mit The bianca Story hat Chiquet bisher 4 Alben veröffentlicht. 2009 realisierten sie mit dem, „Unique Copy Album“ ausserdem ein Veröffentlichungsprojekt, in dem ein Online Release mit der Versteigerung einer Soundskulptur im Kunsthaus Glarus verbunden wurde. Für ihr Album „Digger“ erreichten sie mit 90‘000 Euro die höchste je gesammelte Crowdfunding Summe für Musik in Europa. Das Album ist seither gratis erhältlich.
The bianca Story tourt seit Jahren in Europa und der Schweiz, hat über 300 Konzerte gespielt und ist an sämtlichen grossen Festivals der Schweiz aufgetreten. Sie sind Inhaber des Basler Pop Preises 2010 und bei Tim Renners Label Motor Music (Berlin) unter Vertrag. Mit dem Song „Dancing People Are Never Wrong“ – einem Slogan aus einer Videoinstallation Chiquet’s – hatten sie in der Version von Jan Blomqvist einen Clubhit. Der führende Schweizer Pop&Rock Radiosender SRF 3 betitelte sie als „die wichtigste Band der Schweiz“.
Chiquet komponiert die Musik für seine Kunstinstallationen selbst und schreibt auch Musik für Musiktheater anderer Künstler & Regisseure. Mit seinen langjährigen, musikalischen Weggefährten Victor Moser und Joël Fonsegrive hat er das Künstler-Kollektiv "Club Für Melodien" gegründet, mit dem sie seit 2017 Musik für Theaterhäuser entwickeln und spielen.

## Preise
- 2022: Ehrentitel "Companion ZHdK"
- 2016: Stipendium Bildende Kunst, Kanton Bern
- 2016: Nomination for Best Swiss Videoclip - Solothurner Filmtage
- 2012: Kiefer Hablitzel Award at Swiss Art Awards
- 2010: Basler Pop-Preis für „The bianca Story“
- 2009: Kiefer Hablitzel Award at Swiss Art Awards

## Film
- 2021: Die Pazifistin (Premiere: Solothurner Filmtage 2021, Produktion: Milan Film, Verleih: First Hand Films)
- 2023: I’ll Remember You (Kinofilm, Doku-Serie & TV-Film in Koproduktion mit Milan Film & SRF)

## Einzelausstellungen
- 2018: Kunsthaus Zofingen (CH)
- 2013: Galerie Löhrl, Mönchengladbach (D)
- 2013: Haus für Elektronische Künste, Basel (CH)
- 2012: Kunsthaus Langenthal (CH)
- 2011: Osthaus Museum Hagen (D)
- 2009: Galerie Claudia Groeflin (CH)
- 2009: Kunsthaus Glarus (mit The bianca Story) (CH)
- 2008: Groeflin Maag Galerie, Zürich (CH)

## Musiktheater
- 2017: "Alice" (mit Steff La Cheffe)
- 2015: „Peter Pan“ (mit The bianca Story - Inszenierung Michael Lippold)
- 2015: „The Wedding Party Massacre“
- 2014: „Gilgamesh Must Die!“ (mit The bianca Story - Inszenierung Daniel Pfluger)
- 2013: „Parade“
- 2011: „M & The Acid Monks“ (mit The bianca Story - Inszenierung Daniel Pfluger)
- 2009: „Chris Crocker“ (mit The bianca Story)

## Diskografie
- 2020: The bianca Story - „Fata Morgana“ (Mouthwatering Records)
- 2018: Chiqanne - „Sommerzeit“ (Motor Music)
- 2016: The Wedding Party Massacre - „Love Returns“ EP (Irascible)
- 2013: The bianca Story - „Digger“ (Motor Music)
- 2013: The bianca Story - „M & The Acid Monks“ (Motor Music)
- 2012: The bianca Story - „Coming Home“ (Motor Music)
- 2008: The bianca Story - „Hi Society!“ (Rodeostar Records)

## Publikationen
- 2012: „Dancing High Low“ - Verlag für moderne Kunst
- 2011: „END“ - Magazin zur Ausstellung „Techno hilft“
- 2010: Katalog „IMPULSE 22“ - Galerie Löhrl